# ویلیام استونسون
ویلیام استونسون (انگلیسی: William Stevenson; ۲۵ اکتبر ۱۹۰۰ – ۲ آوریل ۱۹۸۵) دونده برنده مدال طلا المپیک و سیاست‌مدار اهل ایالات متحده آمریکا بود.
وی همچنین برندهٔ جوایزی همچون نشان ستاره برنزی و بورسیه رودز شده‌است.